# Государственная полиция Латвии
Государственная полиция Латвии (латыш. Latvijas Valsts policija) — вооружённый военизированный государственный орган Латвийской Республики или вооружённый военизированный орган самоуправления, обязанностью которого является защита жизни, здоровья, прав и свобод, собственности лиц, интересов общества и государства от преступных и иных противоправных посягательств.
Впервые была создана в 1918 году, действовала до 1940 года. Восстановлена в 1991 году.

## История
Полицейские органы на территории Латвии были созданы в 1201 году[уточнить], после завоевания северной Прибалтики немецкими рыцарями-крестоносцами и образования Ливонии.
В XVIII веке в Латвии началось создание органов полиции Российской империи. В 1732 году появились первые патрули. В 1741 году появились спецотряды по поддержанию общественного порядка.
В 1787 году была создана Рижская полиция, которая находилась в прямом подчинении государственных структур Российской империи. В обязанности Рижской полиции входило поддержание общественного порядка, контроль за торговлей и строительством, санитарный контроль, контроль общественного транспорта и пожарной безопасности.
В 1862 году в ходе полицейской реформы в Российской империи была проведена реформа полицейских структур на территории Лифляндской губернии.
После провозглашения независимости Латвии 18 ноября 1918 года началось создание органов полиции.
24 июля 1940 года, после образования Латвийской Советской Социалистической Республики, полиция Латвийской Республики была ликвидирована, функции охраны общественного порядка были переданы советской милиции.
В 1941—1944 годах на оккупированной немецкими войсками территории Латвии действовали полицейские органы Третьего Рейха и местная вспомогательная полиция.
В 1944—1945 годах на территории Латвии была восстановлена система советских правоохранительных органов. Функции поддержания правопорядка были возложены на органы милиции, а функции охраны собственности — на подразделения вневедомственной охраны при МВД СССР, ведомственную охрану и сторожей. Кроме того, в республике действовали общественные формирования по охране правопорядка — народные дружины.
В 1991 году на основе подразделений милиции в Латвии была воссоздана государственная полиция.

## Современное состояние

### Функции
Государственная полиция выполняет следующие функции:
- обеспечение гарантий личной и общественной безопасности;
- профилактика уголовных преступлений и других правонарушений;
- расследование уголовных преступлений и уголовный розыск;
- оказания содействия населению и организациям в защите их прав и выполнение других задач, определённых законодательством Латвийской Республики;
- применение административных санкций и исполнение приговоров по уголовным делам в соответствии с данными полномочиями.

### Организационная структура
Общее руководство деятельностью полиции осуществляет глава Государственной полиции (в настоящее время — полковник  Армандо Рукс).
В состав Государственной полиции входят:
- Центральное управление администрирования
- Центральное управление уголовной полиции
- Центральное управление общественного порядка
- Управление кадров
- Транспортное управление
- Управление прессы и связей с общественностью
- Бюро финансового менеджмента
- Управление судебной экспертизы
- Бюро внутренней безопасности
- Отдел внутреннего аудита.

### Учебные заведения
В 1991 году для подготовки сотрудников латвийской полиции была открыта Академия полиции Латвии, в 2010 году она была ликвидирована.
В настоящее время сотрудники латвийской полиции проходят подготовку в Колледже Государственной полиции, срок обучения по программе «Полицейская работа» составляет 2,5 года. Кроме того, при колледже действует Школа полиции, срок обучения в которой составляет 12 месяцев (окончание этого курса дает право курсанту на дальнейшее обучение в колледже).
Предусмотрено дополнительное обучение полицейских в соответствии с программами специализации.
В январе 2012 года в связи с катастрофической нехваткой кадров Министерство внутренних дел Латвии приняло решение о создании новой должности — младший полицейский, которую могут замещать граждане со средним (школьным) образованием после прохождения 10-дневного курса обучения. В обязанности младших полицейских было предложено включить выполнение «простой полицейской работы» (охрана объектов, конвоирование, предотвращение преступлений, регулирование дорожного движения).

## Экипировка

### Вооружение полиции
Некоторые из видов оружия, которые использует Латвийская полиция:
- 9-мм пистолеты PARA и автоматические пистолеты
- пистолеты Glock-17, Glock-19 и Glock-26
- Heckler & Koch UMP, пистолеты- пулеметы MP-5
- штурмовые винтовки Heckler & Koch G36
- снайперские винтовки Accuracy International AXMC и Heckler & Koch G28

## Звания[10]

### Рядовой - и младший состав
|  | Рядовой состав        | Рядовой состав     | Младший состав     | Младший состав         | Младший состав                |
|  |                       |                    |                    |                        |                               |
|  | Рядовой               | Капрал             | Сержант            | Старший cержант        | Заместитель офицера           |
|  | Policijas lerindnieks | Policijas kaprālis | Policijas seržants | Policijas virsseržants | Policijas virsnieka vietnieks |

### Средний - до высший состав
|  | Средний состав     | Средний состав      | Средний состав          | Средний состав      | Старший состав   | Старший состав             | Старший состав      | Высший состав       |
|  |                    |                     |                         |                     |                  |                            |                     |                     |
|  | Кадет/Ҝурсант      | Лейтенант           | Старший лейтенант       | Капитан             | Майор            | Подполковник               | Полковник           | Генерал             |
|  | Policijas kursants | Policijas leitnants | Policijas virsleitnants | Policijas kapteinis | Policijas majors | Policijas pulkvežleitnants | Policijas pulkvedis | Policijas ģenerālis |

## Галерея
- УАЗ-469, использовавшийся милицией в Латвийской ССР
- Патрульная машина Volvo S60 в расцветке 1991 года в Риге, 2011 год.
- Полицейский Opel Mokka в 2019 году
- Офицер полиции в парадной форме в 2015 году
- Курсанты полиции в 2014 году
- Полицейский Opel Insignia в новой расцветке в 2022 году

## Награды
- Медаль «За заслуги» (2018 год, Словения) — за заслуги в преодолении миграционного кризиса в период 2015-2016 годов[11].